# مقاطعة دهر (الهند)
مقاطعة دهر هي مقاطعة في الهند، تقع في قسم إندور ‏، بلغ عدد سكانها 2,185,793  نسمة وذلك حسب إحصائيات سنة 2011، عاصمتها Dhar ‏، تبلغ مساحتها 8,153 كيلومتر مربع.

## الموقع
تشترك في الحدود مع:
- غرب نيمار.